# Scott Travis
Scott Travis (født 6. september 1961 i Norfolk, Virginia, USA) er trommeslager for det britiske heavy metal-band Judas Priest og Racer X. Som en ung trommeslager flyttede Travis til Californien tidligt i 1980'erne hvor han spillede med forskellige bands der i bland Hawk og sluttede sig senere til Racer X med guitaristen Paul Gilbert. I en kort periode i 1989 spillede han også i bandet The Scream.